# Sima Jiong
Sima Jiong († 302) war ein chinesischer Prinz der westlichen Jin-Dynastie. Er war einer der acht Prinzen, die im Krieg der Acht Prinzen gegeneinander um die Macht im antiken China kämpften.

## Herkunft
Sima Jiong war ein Sohn von Sima You (248–283) und ein Urenkel von Sima Yi. Er führte den Titel eines Prinzen von Qi, den davor auch schon sein Vater innegehabt hatte.

## Rolle im Krieg der acht Prinzen
Im Jahr 300 beteiligte sich Sima Jiong an Sima Luns Verschwörung gegen die Kaiserin Jia Nanfeng. Sima Lun, ein Bruder des Kaisers Jin Huidi, besetzte die Hauptstadt Luoyang mit Truppen und bewirkte Jia Nanfengs Verhaftung und Hinrichtung. Für kurze Zeit wirkte Sima Lun danach als Graue Eminenz für den Kaiser, plante aber offenbar, selbst den Thron zu übernehmen. Sima Jiong rebellierte daraufhin zusammen mit Sima Yiong gegen ihn und konnte ihn militärisch schlagen. Sima Lun wurde 301 zum Tode verurteilt. Sima Jiong wirkte in der folgenden Zeit in der Zentralregierung mit, konnte die kriegerischen Auseinandersetzungen zwischen den Angehörigen der regierenden Dynastie allerdings nicht unterbinden. Sima Yong rebellierte wenig später gegen seine Regentschaft. Sima Jiong fand 302 einen gewaltsamen Tod durch die Hände vom Prinzen Sima Yi († 303).